# Битка на херингите
Битката на херингите (на английски: Battle of the Herrings), известна още и като битката при Рувре, е важно сражение от Стогодишната война. То е хубав пример как чудесен френски замисъл е провален поради човешки грешки и се превръща в поражение.
Тази битка се състои по време на обсадата на Орлеан от 1428 – 1429 г. От началото на 1429 г. англичаните правят усилие да стегнат обсадата, така че в крепостта да не могат да влизат подкрепления. Защитниците, начело с Жан дьо Дюноа – роднина на управляващата династия, научават, че към тях се приближава голям английски конвой с 400 фургона осолена херинга. Решават с внезапен излаз не само да го пленят, но и да не допуснат подкрепления за обсадителите. Планът е добър и в началото успешно е приведен в действие. На 12 февруари около 4000 френски и шотландски войници се приближават до конвоя на 40-на километра северно от Орлеан. Заварват англичаните с разтеглен строй и в невъзможност да се защитят. Те са само 500 души, а с тях са и 1000 парижки арбалетчици. Точно преди началото на атаката пристига заповед от Шарл дьо Бурбон, друг роднина на краля, който е назначен за върховен командващ на операцията. Заповедта гласи да го чакат и в никакъв случай да не нападат без него. Шотландците са възмутени, както и много френски войници, но трябва да се подчинят.
Междувременно англичаните разбират какво им се готви и се заемат с отбраната си. Командващият Джон Фалстоф подрежда фургоните във формата на крепост, а в пролуките между тях разполага стрелците си с дълги лъкове. Други поставя върху фургоните. Час след отложеното нападение французите и шотландците пренебрегват заповедта на Шарл дьо Бурбон и се втурват в атака. Оказва се, че вече е късно. Колкото и техните бронирани конници да нападат импровизираното укрепление, няма как да се справят с него. Напротив, скоро става ясно, че може би ще загинат до последния човек, ако упорстват. Ето защо Дюноа дава сигнал за отстъпление, признавайки провала на операцията. Той се оттегля с повече от 500 убити, догато английските загуби са пренебрежимо малки. Що се отнася до злополучния главнокомандващ, той така и не стига до мястото на битката. Щом научава какво се е случило, се отправя директно към Орлеан.
Тази битка е събитието, което убеждава много хора, че Жана д'Арк наистина има връзка с Бог. По това време девойката вече е известна с виденията си и предсказва, че французите ще се провалят при нападението. Всред всеобщата покруса във френски лагер тя е единственият оптимист. Колкото и чудно да изглежда, успява да разкъса обсадата на Орлеан (май 1429 г.) и да нанесе на англичаните няколко тежки поражения.